# Kärligheten
Kärligheten från 2006 är den svenska vokalgruppen Irmelins debutalbum. Albumet innehåller till största delen svenska folkvisor sjungna a cappella.

## Låtlista
Låtarna är traditionella om inget annat anges.
1. Telegram för Lucidor (Cornelis Vreeswijk) – 3:15
2. Emigrant – 4:37
3. Lapp-Nils (Måns Olsson) – 3:15
4. Vårt enda hem är kärleken (Ulrika Bodén/Pär Lagerkvist) – 3:18
5. Jag ser på dina ögon – 2:34
6. Kommer han till fönstret – 2:27
7. Jungfrun och Båtsman – 5:27
8. Kärleksvisa – 2:41
9. Bjärs Niklas vals – 2:57
10. Giftasvisan – 1:08
11. Den gråtande drängen – 3:48
12. Som stjärnan – 4:33
13. En midsommarafton – 2:14
14. Sörj icke, gråt icke – 3:31
15. Å du vet – 3:13
16. Kvällen stundar – 0:47

## Medverkande
- Malin Foxdal – sång
- Karin Ericsson Back – sång
- Maria Misgeld – sång